# Echinocereus viereckii
Az Echinocereus viereckii a szegfűvirágúak (Caryophyllales) rendjébe, ezen belül a kaktuszfélék (Cactaceae) családjába tartozó faj.

## Előfordulása
Az Echinocereus viereckii előfordulási területe Mexikó északkeleti részei. Csak nyugaton és délen nincs jelen.

## Alfaja
- Echinocereus viereckii subsp. morricalii (Ríha) N.P.Taylor

## Megjelenése
Oszlopnövésű kaktuszféle, melynek a tövéből több szár is kinőhet. A szárak 20-30 centiméter hosszúak és 4-4,5 centiméter szélesek. Számos tüskéje van; a tüskék hetesével-kilencesével ülnek és körülbelül 2 centiméteresek. Az élénk lilásvörös virágai nagyok, általában 10 centiméter átmérőjűek.

## Képek

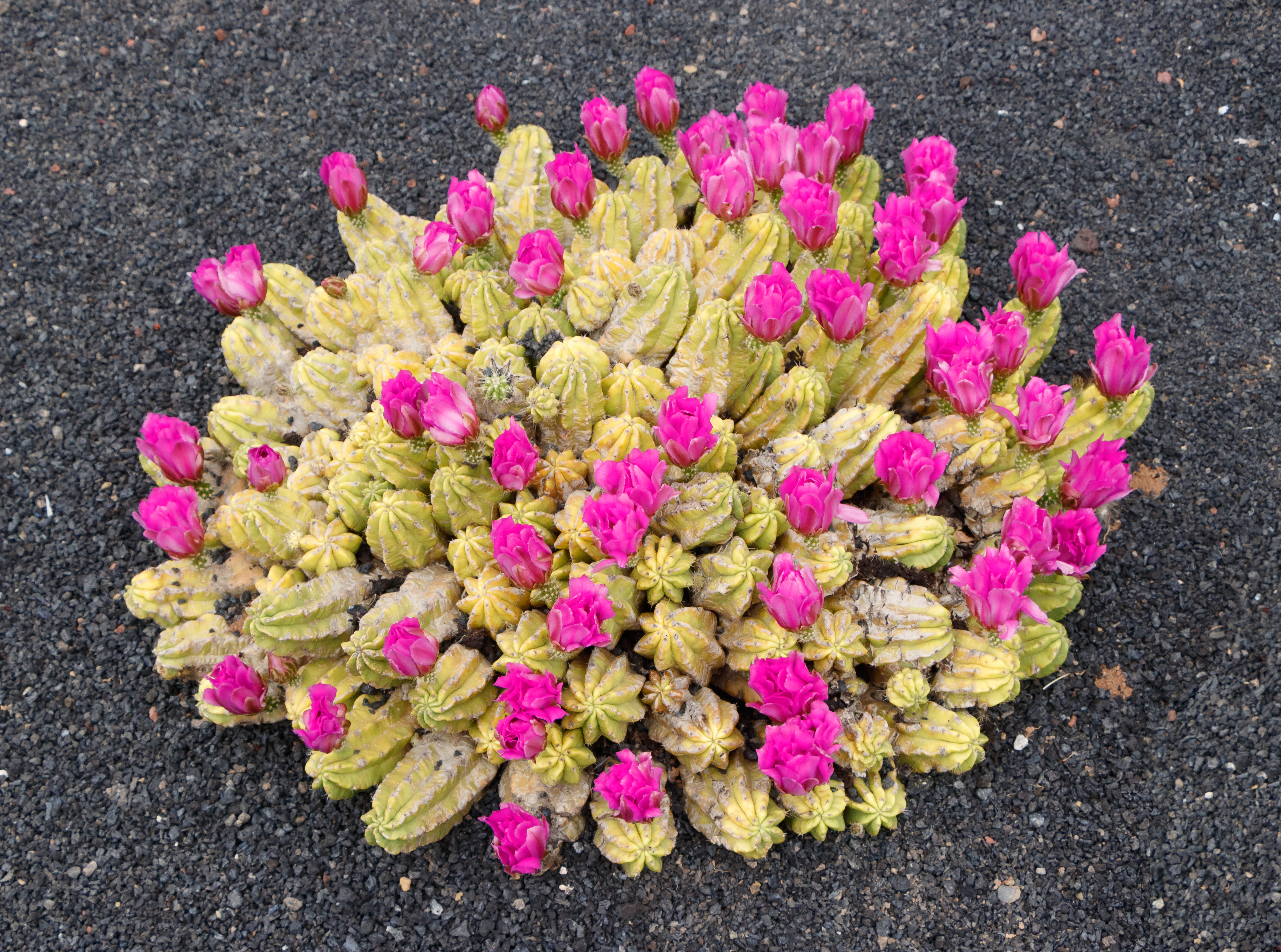
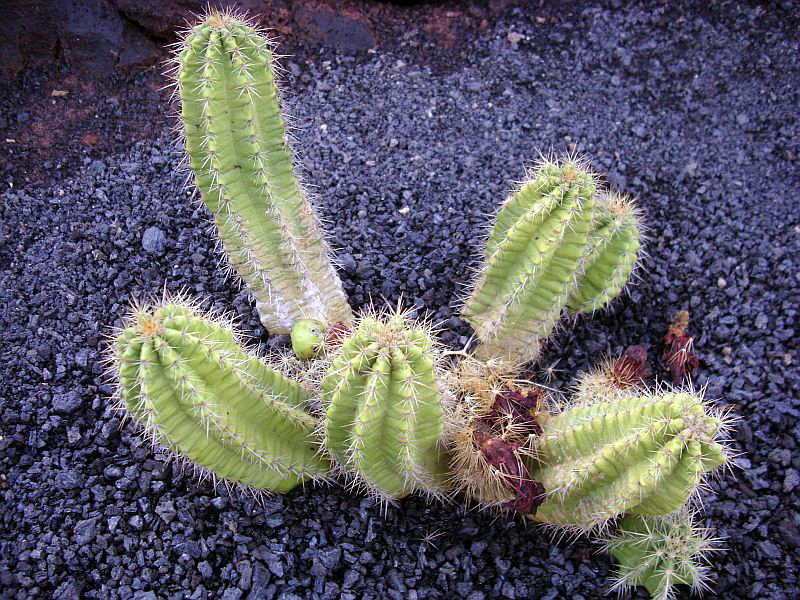
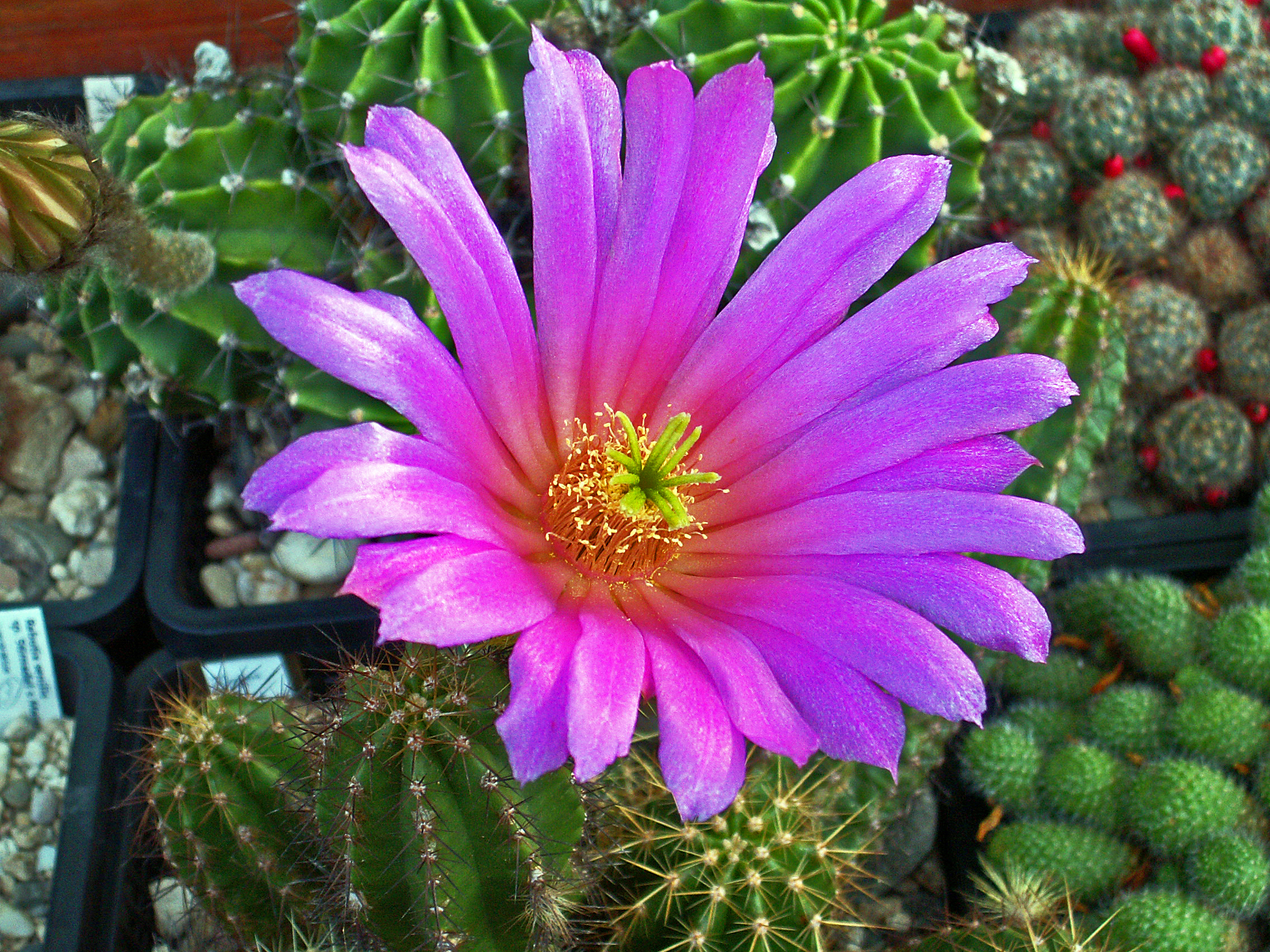
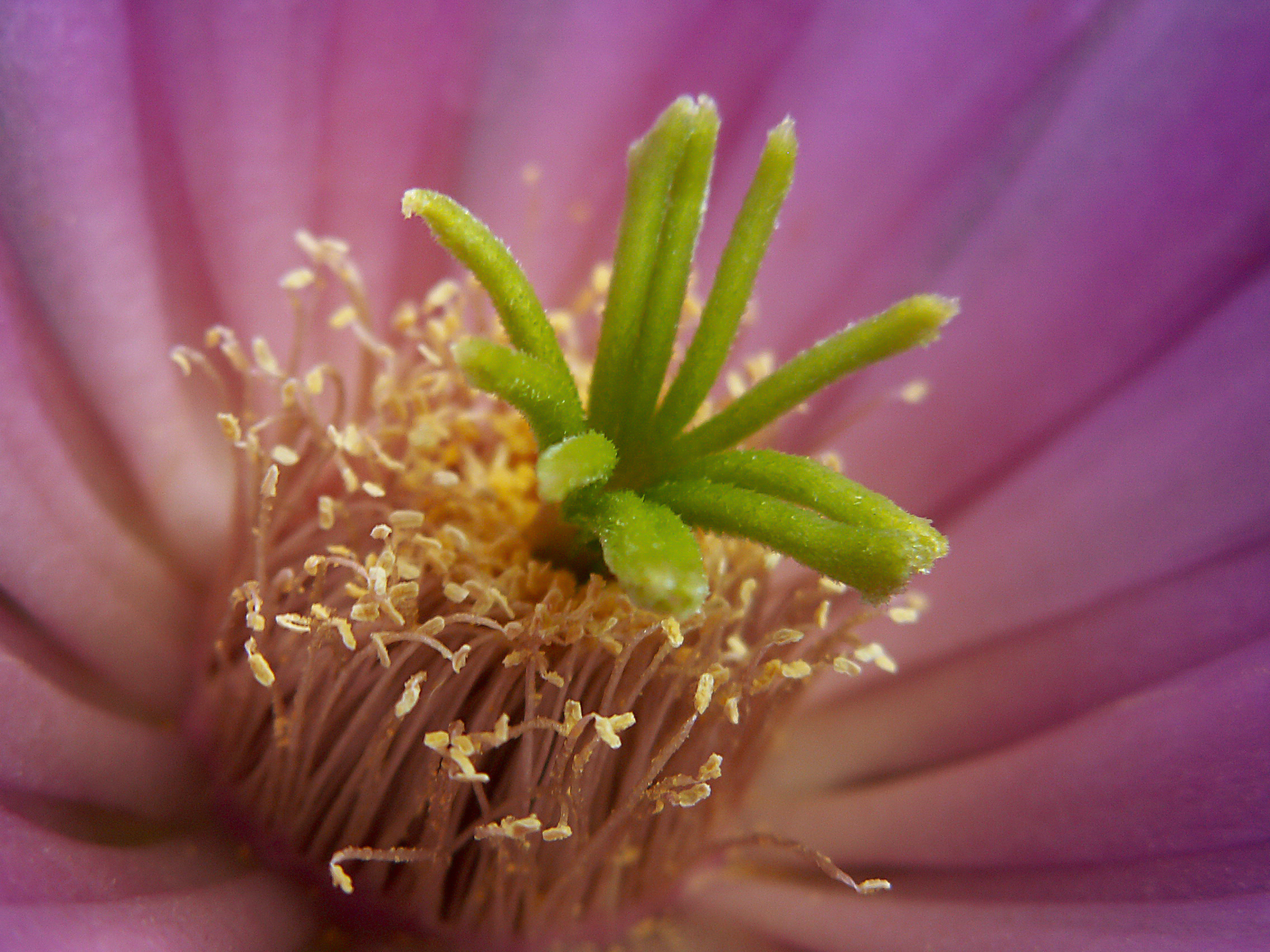
A bibéi
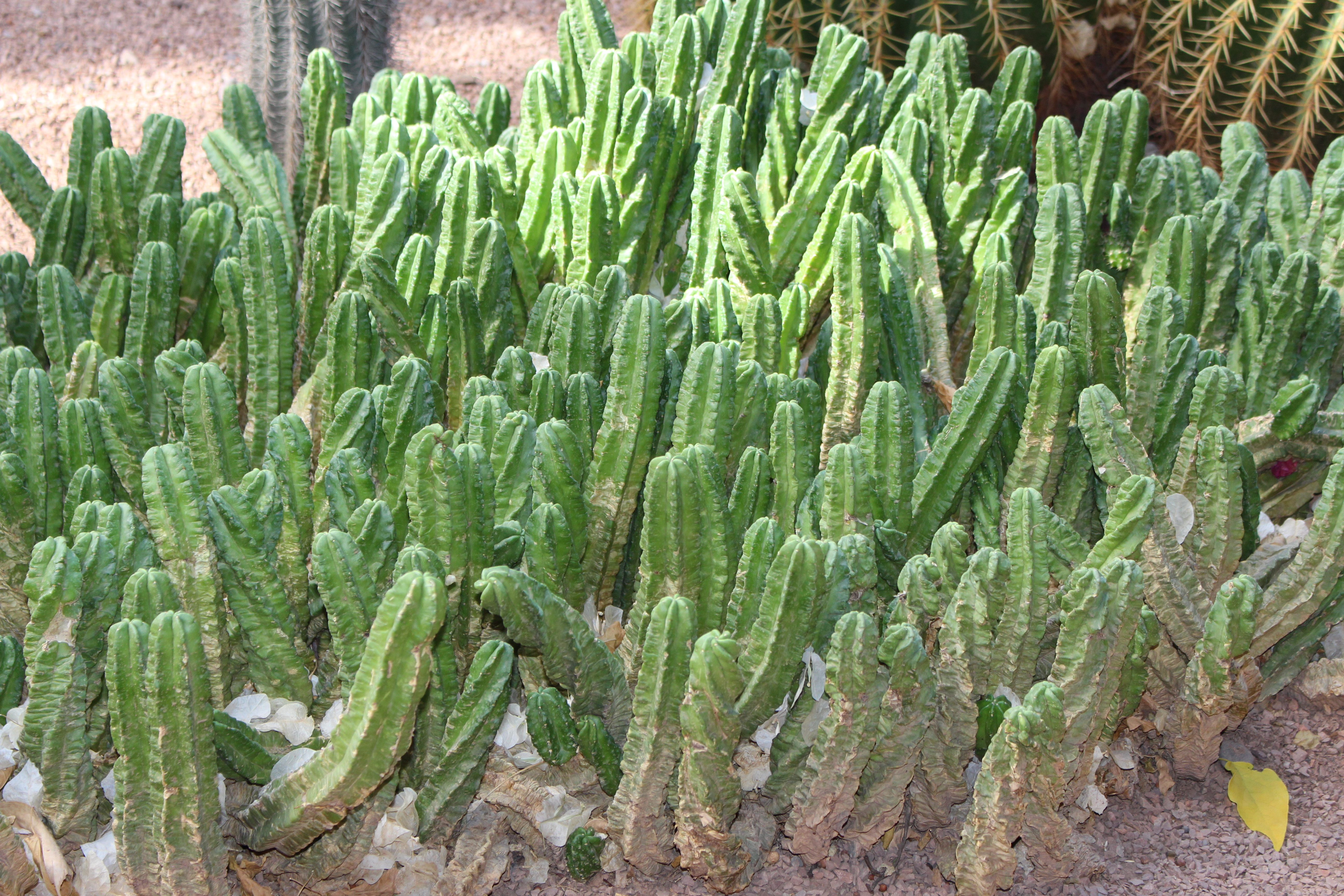
Echinocereus viereckii subsp. morricalii